# Khu di chỉ văn hóa Sa Huỳnh
Khu di chỉ văn hóa Sa Huỳnh là cụm di chỉ khảo cổ tại thị xã Đức Phổ, tỉnh Quảng Ngãi, nơi phát hiện ra nền văn hóa Sa Huỳnh. Cụm di chỉ này gồm các di chỉ Phú Khương, Thạnh Đức và Long Thạnh, nằm trên địa bàn phường Phổ Thạnh và xã Phổ Khánh.

## Địa điểm
Nhà trưng bày hiện vật nằm ở xóm Cát, thôn Long Thạnh, xã Phổ Thạnh. Bên trong trưng bày theo từng chủ đề gồm: lịch sử phát hiện, nghiên cứu văn hóa Sa Huỳnh.
Khu di tích ngoài trời tại Gò Ma Vương, đây là một đồi cát dài khoảng 100 m, cao 9 m, nằm dọc theo bờ biển ở phía đông nam đầm An Khê, xã Phổ Khánh, thị xã Đức Phổ, tỉnh Quảng Ngãi. Tại vị trí này vào năm 1909, nhà khảo cổ người Pháp M.Vinet lần đầu tiên phát hiện được trên 200 mộ chum có niên đại cách đây 2.500 - 3.000 năm.

## Giá trị khảo cổ
Khi khai quật ở đây, người ta đã phát hiện được hàng trăm ngôi mộ chum và các di chỉ cư trú có tầng văn hóa dày 2,2 m, với các hiện vật như các mảnh gốm thô, rìu răng trâu, rìu tứ giác, cuốc đá, hạt chuỗi đá, nồi gốm,... Đặc biệt là các loại bình, bát có trang trí các hoa văn khắc vạch với màu đỏ và màu đen chì, con lăn bằng gốm,...
Đây là di tích khảo cổ có niên đại sớm nhất trong hệ thống di chỉ văn hóa Sa Huỳnh ở Quảng Ngãi. Mẫu than ở đây, qua phân tích bằng phương pháp C 14 (carbon 14) đã đem lại kết quả niên đại sớm 3370 ± 40 năm cách ngày nay.

## Vinh danh
Năm 1997, Di tích khảo cổ học Văn hóa Sa Huỳnh được Bộ VHTTDL xếp hạng di tích cấp quốc gia.
Năm 2022, Di tích khảo cổ Văn hóa Sa Huỳnh vừa được công nhận di tích quốc gia đặc biệt (Hồ sơ di tích quốc gia đặc biệt Văn hóa Sa Huỳnh được lập gồm 5 địa điểm: di tích Long Thạnh, di tích Phú Khương, di tích Thạnh Đức, di tích đầm An Khê - lạch An Khê và Quần thể di tích Chăm Pa)